# Alejandro García Torre
Alejandro García Torre (nascut el 13 de gener de 1984 a Gijón, Astúries), conegut simplement com a Alejandro, és un futbolista professional espanyol que juga a la UD Llanera com a porter.
El seu germà bessó, Jorge, també era futbolista (defensa). Tots dos van començar la seva carrera al club local Sporting de Gijón i la van acabar amb la UD Llanera d'aficionats.